# Красильников, Егор Минаевич
Егор Минаевич (Минасович) Красильников (1842—1908) — русский предприниматель, купец и общественный деятель.

## Биография
Родился в 1842 году в Нахичевани-на-Дону (ныне Ростов-на-Дону) в армянской купеческой семье.
Получив домашнее образование, уже в 20-летнем возрасте начал торговую деятельность, которая принесла ему значительное состояние и хорошую репутацию.
В числе товаров, которыми торговал Егор Красильников, относились хлеб и другие зерновые продукты, шерсть, овцы, рогатый скот, лошади (ездил лично в Румынию, куда продал партию лошадей). Также он имел салотопенный завод, принимал участие в рыболовном деле. Сфера деловых интересов Е. М. Красильникова простиралась далеко за пределы Области Войска Донского; обороты его торговой деятельности достигали нескольких миллионов рублей в год.

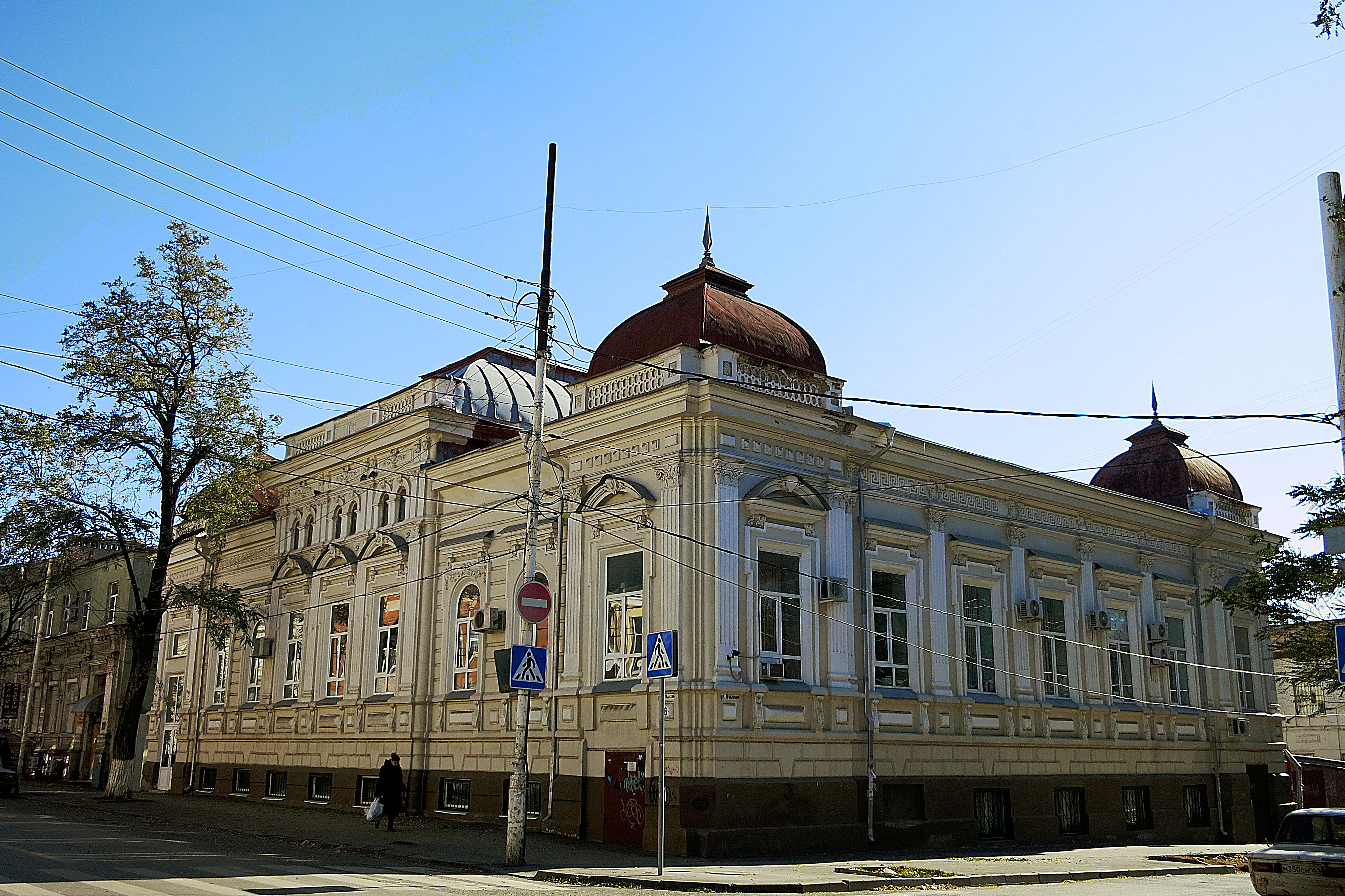
Особняк Егора Красильникова

На окраине Нахичевани-на-Дону у него работали салотопенный и кирпичный заводы. Последний был построен в 1870 году и располагался в Кизитериновской балке, на нём трудилось около 30 человек: годовой оборот предприятия составлял двадцать тысяч рублей, чистый доход — две тысячи рублей. Помимо этого, купец Красильников имел склад водки на 1-й Софиевской (ныне 1-й Майской) улице, а также магазин по продаже хлеба и зерна на Хлебной площади. Также на 1-й Софиевской улице он выстроил особняк, где проживал со своей семьёй (сохранился по настоящее время).
Будучи купцом 1-й гильдии, Егор Минаевич Красильников также занимался и общественной деятельностью — являлся гласным Нахичеванской Думы с 1884 по 1901 годы, был членом торговой депутации 1896 и 1898 годов и член раскладочной комиссии 1897 года. Занимаясь благотворительностью, входил в состав «Церковного попечительства о бедных армянах». В 1902 году стал ктитором Успенской церкви Нахичевани-на-Дону (не сохранилась), был попечителем ремесленного училища при этом храме.

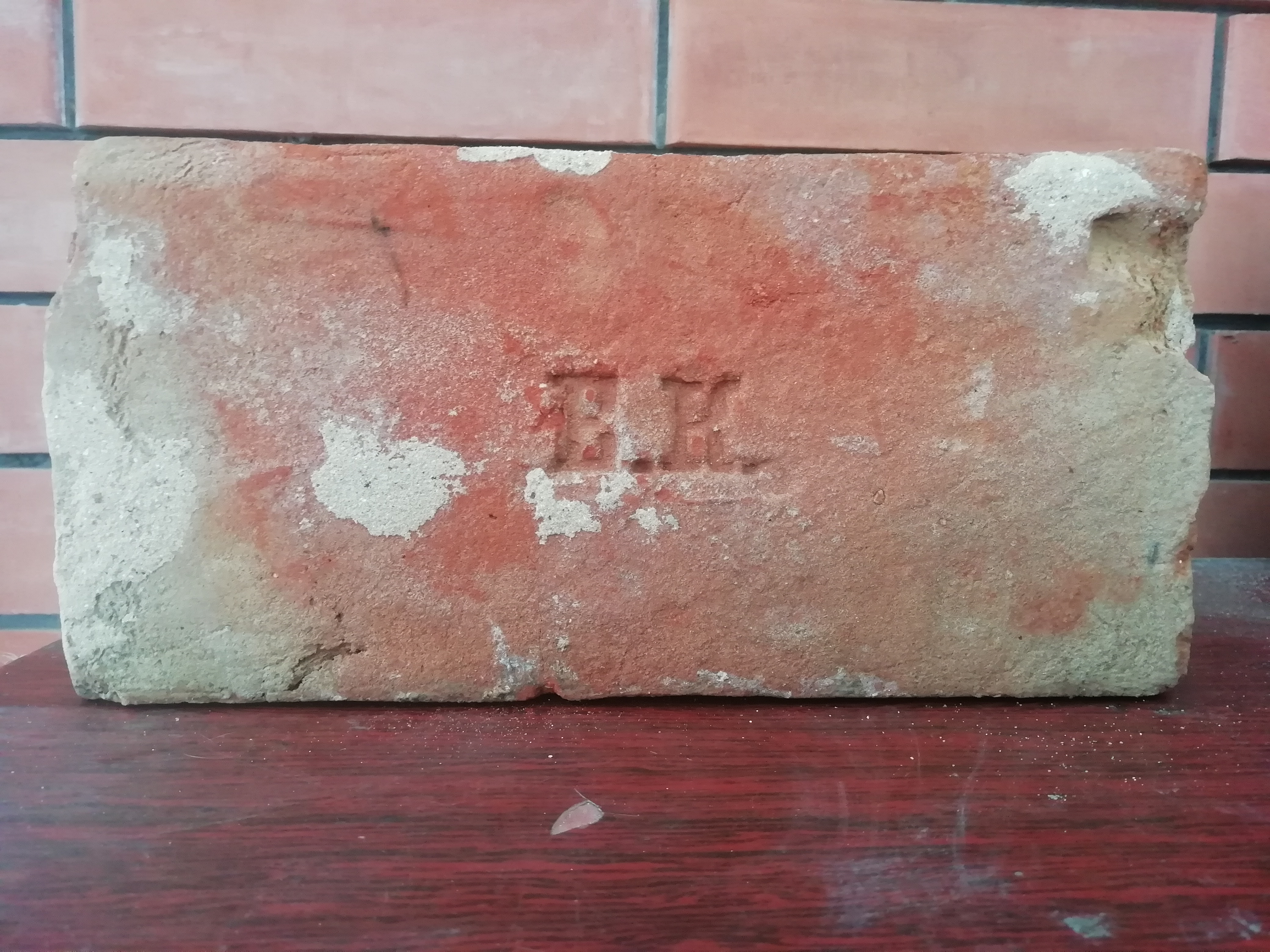
Кирпич завода Красильниковых из разрушенного в 2020 году дома по улице Университетской, 1

Из кирпичей завод а Красильникова построены многие дома, сохранившиеся в Ростове-на-Дону до настоящего времени. После его смерти владелицей завода стала жена — Ева Адамовна, а управляющим заводом, который проработал до 1917 года, был один из его сыновей — Минас Егорович. Кирпичи завода Красильниковых имели клеймо «Е.К.» и «Е.М.К.».